# ブラックハット (映画)
『ブラックハット』（原題: Blackhat）は、2015年のアメリカ映画。

## ストーリー
中国、香港で稼働していた原子力発電所が悪質なハッカー“ブラックハット”にハッキングを受け、冷却ポンプを破壊された結果、水蒸気爆発を起こし、メルトダウンこそ食い止めたが大きな損害を出してしまう。更に株の市場にもハッキングが行われ、大豆の暴沸が起きる。
中国政府は軍の情報部のチェン・ダーワイ大尉に事態の解決を依頼。ダーワイの調べでハッキングに使われていたコードがかつてダーワイがアメリカに留学していた際にルームメイトで親友であった天才ハッカーのニコラス・ハサウェイが過去に作成していたものであることを突き止める。米国の原発もハッキングを受けていたことが発覚し、米中の合同捜査が行われることになり、ダーワイは同じくプログラム技術に長ける妹のリエンを連れて米国に赴くが、そこでFBI側の能力不足を見たダーワイはハサウェイを捜査に加えることをFBIのバレット捜査官に申し出る。カード詐欺の常習犯となり、刑務所に十数年の刑で服役しているハサウェイはハッカーの逮捕に貢献できたら釈放することを条件に捜査協力を了承。共同でブラックハットの足取りを追っていく。

## キャスト
※括弧内は日本語吹替
- ニコラス・ハサウェイ - クリス・ヘムズワース（三宅健太）

服役囚にして凄腕のハッカー。心身を鍛える文武両道。
- チェン・ダーワイ大尉 - ワン・リーホン（咲野俊介）

中国人民解放軍の情報部大尉。
- チェン・リエン - タン・ウェイ（大坂史子）

ダーワイの妹。中国のネットワーク・エンジニア。
- キャロル・バレットFBI捜査官 - ヴィオラ・デイヴィス（上村典子）
- マーク・ジェセップFBI捜査官 - ホルト・マッキャラニー（山野井仁）
- アレックス・トラン刑事 - アンディ・オン

香港警察の刑事。
- エリアス・カサール - リッチー・コスター（英語版）（及川ナオキ）

サイバーテロ集団の幹部のレバノン人。元ファランヘ党の民兵。
- サダック - ヨリック・ヴァン・ヴァーヘニンゲン

サイバーテロ集団の首領であるハッカー“ブラックハット”。
- リッチ・ドナヒューNSA局員 - ウィリアム・メイポーザー

## 製作概要

### 企画〜脚本執筆
マイケル・マン監督は、エキゾチックなアジアの雰囲気と洗練されたコンピューターの世界を融合したサスペンスアクション映画を作りたいと考えていた。その彼に作品のインスピレーションを与えたのは「スタックスネット」（2010年にイラン核開発施設をサイバー攻撃したコンピューターワーム）に関する文献だった。
脚本家モーガン・デイヴィス・フォールを呼んで脚本を書き始めたのだが、その頃は「キリングフィールズ 疾走地帯」やHBOのテレビシリーズ "Luck"などの製作や脚本に携わっていたため、書き終えるまで3年半を要した。脚本に取り掛かってから約4年後、本格的に製作が始まったが未だタイトルは決まっておらず「サイバー」という仮題が付けられた。

### 技術指導
コンピューター関連の専門的な指導は、元ハッカーのケビン・ポールセンとクリストファー・マッキンリー、FBIサイバーチーム出身のマイケル・パニコに依頼した。彼らはコンピューターを題材にした映画にありがちな大袈裟な演出を避けるよう指示を受けた。
マイケル・マン監督は登場人物の裏設定を綿密に作り上げ、俳優たちにその役になりきるよう指導することで知られている。主人公ニコラス・ハサウェイには『シカゴのサウスサイド（犯罪多発地区で知られる）出身の鉄鋼労働者の息子』という設定が設けられた。この役作りのためクリス・ヘムズワースはシカゴで数日間を過ごし、早朝4時にUSスチールの工場に出勤して溶鉱炉の仕事を体験した。また、言語の専門家を呼び寄せシカゴ訛りを教わった。
またシカゴ近郊のステートヴィル刑務所を訪問し、囚人たちが会話をするときの独特のリズム感や生活ぶりなどを習得した。刑務所に入るとき、ヘムスワースは長い髪を後ろで縛り帽子を被って変装しようとすると、刑務所長は「囚人たちはきみの映画を未だ観ていないから帽子を被らなくても大丈夫だ」と言った。ところが彼が監房に入った途端、「ソーが来た！ハンマーはどうした！」と一斉に野次が飛び交ったという。
また、ヘムズワース、ワン・リーホン、タン・ウェイ、ヨリック・ヴァン・ヴァーヘニンゲンは、ケビン・ポールセンたちからハッカーが使っている専門用語、ハッキングの操作手順やプログラミングなどを学んだ。FBI捜査官役のヴィオラ・デイヴィスはワシントンD.C.に飛び、DEAの女性捜査官と行動を共にしながら捜査官の言葉使いや仕草、歩き方やコーヒーの飲み方まで見習った。

### 公開
タイトルは「ブラックハット」と決まり、2015年1月に公開された。クリント・イーストウッド監督の「アメリカンスナイパー」の強力な対抗馬になると思われたが、その予想に反して公開1週目の成績は7位に終わった。2,500を超える映画館で封切りされたが、集客が見込めないとわかると2週間後にはわずか236館に減らされた。
海外での興行も予想を下回り、オーストラリアやベルギーでは劇場公開が見送られDVDリリースとなった。またワン・リーホンとタン・ウェイのハリウッド進出作品であることから中国での成功が期待されたが、中国政府は上映を認めなかった。
最終的な収益は製作費70万ドルに対し19万ドルで、マイケル・マンにとって最も興行成績の低い作品となってしまった。

## 撮影場所
2013年5月に開始した撮影は、ロサンゼルス、香港、クアラルンプール、ジャカルタの4都市、計276ヶ所で行われた。
”ゴーストマン”がインターネットを通じてサダックと会話する韓国料理店は香港ではなく、ロサンゼルスのW6th Streetにある韓国料理店である。
香港の油麻地では公園や商店街、石澳の民家（武装グループの隠れ家）、完成して間もない荃湾排水トンネルなどが使われた。荃湾排水トンネルの排水口のすぐ隣の法面にコンテナヤードのセットを作り銃撃戦を撮影した。
ハサウェイとリエンが武装グループに銃撃されるシーンの撮影は、香港島のコンノード通りに面する恒生銀行（ハンセン銀行）の前で5晩に渡って行われた。ただし車の爆破は許可が下りなかったため、爆発シーンのみインドネシアで撮影し、マレーシアの特殊効果専門会社がデジタル合成した。マン監督は場所を提供してくれた恒生銀行に感謝の意を込めて、この銀行名義で香港コミュニティチェスト（香港の慈善団体）に30万香港ドルを寄付した。
クライマックスとなるジャカルタのニュピ祭のシーンでは、パレードを再現するためジャカルタのバンテン広場に3千人のエキストラが集められた。
4ヵ国に渡る撮影は2ヶ月で完了した。マイケル・マンはデジタルカメラを多用することで有名だが、本作では全ての映像をデジタルカメラで撮影した。

## 音楽
音楽担当は公式にはハリー・グレッグソン＝ウィリアムズとなっているが、マイケル・マンはアッティカス・ロスやマイク・ディーンにも並行して作業させた。ウィリアムズは90分ものスコアを作成したのだが、実際に映画で使用されたのは断片的に切り取られた部分だけだった。彼は映画を観て初めてそのことを知り相当なショックを受けたという。
マンは「コラテラル」(2004) のときも複数の作曲家に依頼しており、『シーンやキャラクターによってどんな曲を使うかは私と映画が決めることだ。自分の曲を使って欲しいなら競い合えばいい』とインタビューで断言している。
ほかにライアン・エイモスの「エリジウム」のオリジナルサウンドトラックも使われた。

## その他
- 「ブラックハット」とは悪意のあるコンピューターハッカーを意味する俗語で、西部劇に度々登場する黒い帽子を被った悪者から由来する。
- ニコラス・ハサウェイの人物像は、マックス・バトラー（通称”マックスビジョン”）という実在するハッカーをモデルにしている。バトラーは身長198センチ、18歳で暴行罪で逮捕されたことがある。若い頃に空軍や国防省のコンピュータに侵入したがその才能を見込まれFBIに協力して罪を逃れた。しかしその後、銀行やクレジットカード会社にハッキングして情報を盗み、8600万ドルもの被害を出した罪で2007年に逮捕された。13年の懲役刑に処されたが、刑務所でもアンドロイド携帯を入手し、闇サイトで購入したデビットカードを使って囚人らの口座に送金していた[18]。
- コードを解析するシーンでモニターの右側に意味不明な文字が並んでいるが、これはフランスの小説「O譲の物語」の一説を逆さにタイプしたもの[19]。